# Joe French
Sir Joseph „Joe“ Charles French, KCB, CBE, FRAeS (* 15. Juli 1949) ist ein ehemaliger britischer Offizier der Royal Air Force, der zuletzt als General (Air Chief Marshal) zwischen 2006 und 2007 Oberkommandierender des RAF Strike Command war.

## Leben
Joseph „Joe“ Charles French trat 1967 in die Royal Air Force (RAF) und absolvierte nach der Offiziersausbildung eine Ausbildung zum Piloten auf Hubschraubern der Typen Westland Wessex, Aérospatiale SA 330 „Puma“ und Boeing-Vertol CH-47 „Chinook“. Neben zahlreichen Verwendungen besuchte er das Royal Air Force Staff College Bracknell und war unter anderem Kommandeur des mit „Chinook“-Hubschraubern ausgestatteten No. 7 Squadron RAF sowie von 1989 bis 1991 Kommandant des Luftwaffenstützpunktes RAF Odiham. Ihm wurde das Offizierskreuz des Order of the British Empire (OBE) sowie 1991 die Würde eines Commander des Order of the British Empire (CBE) verliehen. Er besuchte zudem das Royal College of Defence Studies (RCDS).
Im August 1992 wurde French als Brigadegeneral (Air Commodore) Direktor für Angelegenheiten des Luftwaffenstabes (Director of Air Staff Duties) und behielt diese Funktion bis 1995. Im Anschluss wurde er Generalmajor (Air Vice Marshal) und fungierte zwischen 1995 und September 1997 als Assistierender Chef des Verteidigungsstabes für politische Inhalte (Assistant Chief of the Defence Staff (Policy)). Im November 2000 übernahm er als Generalleutnant (Air Marshal) den Posten als Chef des Militärischen Nachrichtendienstes CDI (Chief of Defence Intelligence) und hatte diesen bis April 2003 inne. Während dieser Zeit wurde er am 31. Dezember 2002 zum Knight Commander des Order of the Bath (KCB) geschlagen und führt seither den Namenszusatz „Sir“. Im April 2003 wurde er Stabsabteilungsleiter für Personal (Air Member for Personnel) und Oberkommandierender des Personal und Ausbildungskommandos (Air Officer Commanding-in-Chief, Personnel and Training Command) und behielt diese Funktion bis Januar 2006.
Zuletzt wurde Joe French als General (Air Chief Marshal) im Januar 2006 Nachfolger von Air Chief Marshal Sir Brian Burridge als Oberkommandierender des Luftangriffskommandos (Air Officer Commanding-in-Chief, RAF Strike Command). Er war letzter Oberkommandierender des RAF Strike Command und schied im März 2007 aus dem aktiven Militärdienst. Zugleich fungierte er zwischen Januar 2006 und März 2007 als Luftwaffenadjutant (Air Aide-de-camp) von Königin Elisabeth II. Er ist zudem Fellow der Royal Aeronautical Society (FRAeS) und ist seit 2007 als Verteidigungs- und Sicherheitsberater tätig.